# Amaia Aroma
Amaia Aroma Lejarreta (21 de octubre de 1936, Abadiano, Vizcaya) es considerada la primera mujer txistulari del País Vasco que tocó el txistu en un concierto de la Semana Grande de Bilbao en 1959, tras haberlo intentado en numerosas ocasiones sin éxito. 

## Biografía
Amaia Aroma Lejarreta, nació durante la Guerra Civil Española. La familia Aroma-Lejarreta aunque vivía en Durango, durante la evacuación, huyó a Abadiño y Amaia nació en el caserío Bizketxe donde residían sus familiares. De allí pasaron a Cataluña y después se trasladaron a Francia, donde se exiliaron hasta el final de la guerra.
Desde niña demostró su afición a la música. Estudió solfeo y piano en el colegio Santa Susana de Durango. Comenzó a tocar el txistu con 18 años con el propósito de colaborar con el recién creado grupo de danza Garbi Alaiak. Su profesor de txistu fue Antonio Urgoiti “Itzela”. Se hizo socia de la Asociación de Txistularis lo que le posibilitó recibir la revista de dicha asociación. 
Su dedicación al txistu le llevó a tomar la decisión de participar en el concierto de la Semana Grande de Bilbao. Sin embargo, la Asociación de Txistularis le respondió negativamente con la excusa de que las mujeres no podían tocar en dicho concierto. Ante esta respuesta, su hermana Eskarne les remitió un carta en la que les preguntaba la razón de la negativa y mostraba su disconformidad ante esta desigualdad. Después de algunos desencuentros, en 1959 consiguió el permiso de dicha asociación para participar en el Concierto del Arenal de la Semana Grande de Bilbao, siendo la primera mujer del País Vasco que tomaba parte en una actividad de estas características. Aquellos años no eran muy propicios para que una mujer participara en actividades públicas.

## Su carrera como Txistulari
El instrumento al son del cual se bailan las danzas vascas es el txistu acompañado por el tamboril y Amaia comenzó tocando el txistu en el grupo de danza Garbi Alaiak. Otros grupos de Danzas vascas que también se formaron en Durango, el Tronperri, Kriskitin contaron con ella para sus actuaciones en las fiestas en las que participaban.
Además de tocar en estos grupos de danzas, participó en conciertos del Día del Txistulari del Duranguesado.

## Homenajes
- El 16 de marzo de 2015, en el 60 aniversario del Día del Txistulari del Duranguesado, le hicieron un homenaje en Durango por su trayectoria en el mundo del txistu.[5]
- El 8 de marzo de 2016, en el Día Internacional de las Mujeres,[6] en la Escuela de Felix Serrano de Bilbao el alumnado le homenajeó por ser la primera mujer txistulari.
- El 25 de julio de 2017, recibió un homenaje en las fiestas de Santa Ana de Tudela, de las peñas  Beterrik y Mugarik Gabeko Txuntxunero.[7]
- El 22 de marzo de 2019, el grupo de danzas Eusko Lorak homenajeó a Amaia Aroma con una medalla de honor.[8]